# 不耐热性
不耐热性是指物质受热後容易出現分解反应或其內部結構出現变化。 例如许多细菌分泌的外毒素不耐热，通过适度的加热即可轻松消滅。酶也不耐热，当温度升高时就会失去活性。